# Scaptomyza pallida
Scaptomyza pallida – gatunek muchówki z rodziny wywilżnowatych i podrodziny Drosophilinae.
Gatunek ten opisany został w 1847 roku przez Johana Wilhelma Zetterstedta jako Drosophila pallida.
Muchówka o ciele długości od 2 do 2,5 mm. Na głowie para szczecinek orbitalnych skierowanych w tył jest znacznie cieńsza niż ich para skierowana w przód. Czułki mają aristę z wierzchołkowym rozwidleniem i jednym promieniem na spodniej stronie. Tułów ma barwę szarą, zwykle z brązowymi pasami podłużnymi na śródpleczu. Chetotaksję tułowia cechują dwa przedszwowe rzędy szczecinek środkowych grzbietu w przedniej części śródplecza oraz spośród trzech górnych par szczecinek sternopleuralnych środkowa najkrótsza, a tylna najdłuższa. Użyłkowanie skrzydeł odznacza się żyłką subkostalną bez sierpowatego zakrzywienia za żyłką barkową oraz tylną komórką bazalną zlaną z komórką dyskoidalną. Odwłok zwykle jest czarny.
Larwy rozwijają się w rozkładającej się materii roślinnej.
Gatunek kosmopolityczny, preferujący wilgotne lasy.